# Individer och grupper som bistod judar under Förintelsen
Detta är en lista över individer och grupper som bistod judar under Förintelsen, bland de mest kända fanns bland annat Oskar Schindler. Listan är inte uttömmande, utan koncentrerar sig på kända fall, eller människor som räddade livet på många potentiella offer. 

## Framstående exempel

### Ledare och diplomater
- Per Anger - svensk diplomat i Budapest som kom på idén att utfärda provisoriska pass till ungerska judar för att skydda dem från gripande och utvisning till koncentrationsläger. Anger samarbetade med Raoul Wallenberg för att rädda livet på tusentals judar.
- Greve Folke Bernadotte av Wisborg - svensk diplomat, som förhandlade om frisläppandet av 27.000 personer (ett betydande antal av dem var judar) till sjukhus i Sverige.
- Harald Edelstam - svensk diplomat i Norge som hjälpte till att skydda och smuggla hundratals judar och  norska motståndskämpar till Sverige.
- Frank Foley - brittisk MI6 agent som under täckmantel arbetade som passtjänsteman i Berlin, där han räddade cirka 10.000 personer genom att utfärda förfalskade pass till Storbritannien och Brittiska Palestinamandatet.
- Albert Göring - tysk affärsman (och yngre bror till den ledande nazisten Hermann Göring) som hjälpte judar och oliktänkande överleva i Tyskland.
- Paul Grüninger - schweizisk polisbefälhavare som gav falskt daterade papper till över 3000 flyktingar så att de kunde fly Österrike efter Anschluss.
- Prins Constantin Karadja - svensk-rumänsk diplomat, som räddade över 51 000 judar från deportation och utrotning.
- Carl Lutz - schweizisk konsul i Budapest, som skyddade tiotusentals judar i Ungern.
- Boris III av Bulgarien - Kung av Bulgarien som åren 1918-1943 stod emot kraven från Hitler att deportera judar, vilket resulterade i att alla 50.000 skonades. Boris dog 1943, efter ett möte med Hitler.
- Helmuth James von Moltke - rådgivare till Tredje riket kring internationell rätt och aktiv i motståndsgruppen Kreisaukretsen, som skickade judar till säkrare länder.
- Dimităr Pesjev - vice talman i Bulgariens parlament, som spelade en viktig roll i att rädda 48.000 judar i Bulgarien, det vill säga, hela den judiska befolkningen i Bulgarien vid tidpunkten.
- Frits Philips - holländsk industriman som räddade 382 judar genom att övertyga nazisterna om att de var oumbärliga anställda på Philips.
- Florencio Rivas - Generalkonsul från Uruguay i Tyskland, som ska ha gömt hundrafemtio judar under Kristallnatten och senare givit dem pass.
- Oskar Schindler - tysk affärsman vars insatser för att rädda sina 1.200 judiska arbetare finns återberättade i boken Schindlers ark och filmen Schindler's List.
- Henryk Slawik - polsk diplomat som räddade 5.000-10.000 personer i Budapest i Ungern.
- Aristides de Sousa Mendes - portugisisk diplomat i Bordeaux, som undertecknade cirka 30.000 visum för att hjälpa judar och förföljda minoriteter att fly nazisterna och Förintelsen.
- Raoul Wallenberg - svensk diplomat. Wallenberg räddade livet på tiotusentals judar, dömda till en säker död på grund av nazisterna under andra världskriget. Han försvann i januari 1945 efter att ha fängslats av de sovjetiska trupperna som tog kontroll över Budapest.
- Sir Nicholas Winton - brittisk börsmäklare som organiserade den tjeckiska Kindertransporten som sände 669 barn (de flesta judiska) till fosterföräldrar i England och Sverige, från Tjeckoslovakien och Österrike efter Kristallnatten. Han nominerades 2008 till Nobels fredspris.

### Religiösa representanter
- Pius XII - predikade mot rasism, använde vatikanradion till att fördöma rasmord och antisemitism. Utövade påtryckningar på axelmakternas tjänstemän för att stoppa judiska deportationer. Öppnade Vatikanstatens helgedomar för Roms judar under nazisternas razzior.
- Monsignor Hugh O'Flaherty CBE – irländsk katolsk präst som räddade mer än 6.500 allierade soldater och judar, känd som "Scarlet Pimpernel of the Vatican". Historien finns återberättad i filmen The Scarlet and the Black (1983) med Gregory Peck och Christopher Plummer.
- Angelo Roncalli - nuntie i Turkiet som räddade ett antal kroatiska, bulgariska och ungerska judar genom att hjälpa dem migrera till Palestina. Roncalli efterträdde Pius XII som påve Johannes XXIII och sa alltid att han hade agerat på order av Pius XII i sina handlingar för att rädda judar.
- Angelo Rotta - nuntie i Ungern. Protesterade aktivt mot Ungerns misskötsel av judar och bidrog till att övertyga påven Pius XII om att utöva påtryckningar på den ungerska ledaren amiral Horthy för att stoppa deras utvisning. Han utfärdade skyddspass för judar och 15 000 främlingspass - nuntiaturen skyddade cirka 3000 judar. Ett "internationellt getto" grundades, skyddat av bland annat Vatikanen. 25 000 judar fann tillflykt där, på andra ställen i staden dolde katolska institutioner ytterligare flera tusen judar.
- Abbedissan Matylda Getters franciskanska systrar av Marias familj - skyddade judiska barn som flydde från Warszawas getto. Getters kloster räddade mer än 750 individer.
- Alfred Delp - en jesuitpräst som hjälpte judar att fly till Schweiz då han var kyrkoherde i St. Georg-kyrkan i München, var också involverad i kreisaukretsen. Avrättades den 2 februari 1945 i Berlin.
- Maximilian Kolbe – polsk franciskanmunk. Under andra världskriget gav Kolbe skydd till människor från Storpolen, däribland 2.000 judar. Han var också aktiv som radioamatör och kritiserde nazistiska aktiviteter i sina rapporter.
- Sára Salkaházi – en ungersk romersk katolsk nunna som skyddade cirka 100 judar i Budapest.

### Framträdande privatpersoner
- Gustav Schröder - tysk kapten för oceanångaren M/S St. Louis, som 1939 försökte finna asyl för över 900 judiska passagerare, snarare än att returnera dem till Tyskland.
- Victor Bodson - hjälpte judar fly från Tyskland genom en underjordisk flyktväg i Luxemburg.
- Corrie ten Boom - räddade många judar i Nederländerna genom att gömma dem i sitt hem. Hon sändes till Ravensbrück, men klarade sig och beskrev sina upplevelser i boken The Hiding Place.
- Miep Gies, Jan Gies, Bep Voskuijl, Victor Kugler och Johannes Kleiman - gömde Anne Frank och sju andra personer i Amsterdam under två år.
- Alex Glasberg - ukrainsk-fransk präst som hjälpte hundratals franska judar undan utvisning.
- Otto Hahn - Kemiprofessor från Berlin, hjälpte judiska forskare att fly och hindrade dem från att utvisas, biträdd av sin fru Edith Hahn, som i flera år hade samlat in mat till judar som gömde sig i Berlin.
- Algoth Niska - finländsk smugglarkung (alkohol); smugglade judar via Östersjön.
- Jaap Penraat - nederländsk arkitekt som förfalskade identitetskort för judar och på så vis hjälpte många fly till Spanien.
- Irena Sendler - polsk socialarbetare och chef för Zegotas barnavdelning, som räddade cirka 2.500 judiska barn från Warszawas getto.
- Suzanne Spaak - förmögen societetsdam som räddade judiska barn i Frankrike.
- Ilse Stanley - själv en tysk jude boende i Tyskland fram till 1939, gjorde Stanley många resor till tyska koncentrationsläger och ordnade frisläppandet av 412 personer därifrån. Efter Kristallnatten, när hon inte längre kunde göra dessa resor, fortsatte hon att hjälpa tyska judar lämna landet lagligt, tills hon själv flyttade utomlands 1939.
- Conrad Veidt - tysk skådespelare, smugglade sin judiska hustrus familj ut ur Tyskland i sin bil. Han förvärvade brittiskt medborgarskap 1939 och använde sina pengar och sin position för att hjälpa andra judar, liberaler och HBT-personer fly Tyskland. Före sin död i USA 1943, deltog han i olika fonder som hjälpte människor fly Tyskland.[1]
- Hetty Voute - en del av Utrechtse Kindercomite i Nederländerna, som räddade hundratals judar. Hennes muntliga berättelse återfinns i boken The Heart Has Reasons: Holocaust Rescuers and Their Stories of Courage av Mark Klempner
- Gabrielle Weidner och Johan Hendrik Weidner - verksamma i flyktnätverk och räddade på så vis cirka 1000 judar.
- Dietrich Bonhoeffer - en tysk luthersk pastor som gick med i Abwehr (en tysk militär underrättelseorganisation) vilket också var centrum för anti-Hitler rörelsen, var involverad i operationer som hjälpte tyska judar fly till Schweiz. Nazisterna grep och fängslade honom. Den 5 april 1945, strax före krigets slut, hängdes Bonhoeffer.